# Betreuerbestellung
Zum rechtlichen Betreuer können in Deutschland Privatpersonen, Vereinsbetreuer (die bei einem Betreuungsverein beschäftigt sind), Behördenbetreuer (bei einer für Betreuungen zuständigen Behörde tätige Mitarbeiter), Berufsbetreuer, ein Betreuungsverein selbst oder die zuständige Behörde bestellt werden. Sonstige juristische Personen (andere Vereine, GmbH usw.) können nicht zum Betreuer bestellt werden. Für die Betreuerbestellung ist das Betreuungsgericht zuständig.

## Rangfolge der Betreuerauswahl
Bei der Auswahl des Betreuers im Betreuungsverfahren hat das Gericht folgende Rangfolge einzuhalten:
- Wunsch des Betroffenen
- Ehegatte, Lebenspartner, Eltern oder Kinder
- weitere Verwandte oder Bekannte
- andere ehrenamtliche Betreuer
- Vereinsbetreuer, Behördenbetreuer oder Berufsbetreuer
- Betreuungsverein oder Betreuungsbehörde

Nur triftige Gründe rechtfertigen eine Abweichung. Vom Vorschlag des Betroffenen darf das Betreuungsgericht nur abweichen, wenn dieser dem Wohl des Betreuten zuwiderläuft. In Form einer Betreuungsverfügung kann bereits ein Vorschlag für den Fall gemacht werden, dass die Betreuerbestellung unerwartet zu erfolgen hat. Dadurch kann ein eventueller Familienkonflikt verhindert werden.
In der Praxis wird auch die obige Reihenfolge eingehalten, so dass in den meisten Fällen die Betroffenen von nahen Angehörigen betreut werden.

## Bestellung von Betreuern
2004 wurden als erstmaligen Betreuer bestellt: 62 % Familienangehörige, 6 % andere ehrenamtliche Betreuer, 4 % Rechtsanwälte, 20 % andere Berufsbetreuer, 6 % Vereinsbetreuer sowie Betreuungsvereine, 1 % Behördenbetreuer sowie Betreuungsbehörden.

### Wünsche des Betreuten bei der Betreuerauswahl
Das Gericht hat den Betreuer zu bestellen, den der Betroffene vorschlägt, solange keine gewichtigen Gründe dagegen sprechen. Es ist nicht zulässig, einen vom Betreuten vorgeschlagenen Betreuer abzulehnen, weil ein geeigneterer Betreuer von Dritten, etwa durch die Betreuungsbehörde vorgeschlagen wird. Wünsche der betroffenen Person bezüglich der Person des Betreuers sind grundsätzlich vom Gericht zu beachten, gleichgültig ob der Betroffene geschäftsfähig ist oder nicht. Auch früher geäußerte Wünsche, z. B. in einer Betreuungsverfügung, sollen erfüllt werden, es sei denn, die betroffene Person hält erkennbar nicht mehr an ihnen fest.

### Nahe soziale Bindungen
Hat der Betroffene keinen Betreuervorschlag gemacht oder kann der Vorgeschlagene aus den o. g. Gründen, oder weil er sich selbst weigert, nicht bestellt werden, so muss das Gericht weiter prüfen, ob jemand aus dem unmittelbaren verwandtschaftlichen und sozialen Umfeld des Betroffenen zum Betreuer bestellt werden kann. Hierbei kann das Gericht gem. § 8 BtBG die Betreuungsbehörde auffordern, entsprechende Ermittlungen anzustellen.

### Bestellung von Familienangehörigen
Bei der Suche nach einem Betreuer im konkreten Einzelfall wird erfahrungsgemäß zunächst im Verwandtenkreis des Betroffenen gesucht werden, zumal dort eher als bei Berufsbetreuern im Allgemeinen mit einer sozialen Selbstverpflichtung gegenüber dem Betroffenen gerechnet wird. Außerdem bestimmt § 1897 Abs. 5 BGB, dass, schlägt der Betroffene keinen geeigneten Betreuer vor, bei der Auswahl auf verwandtschaftliche und persönliche Bindungen Rücksicht zu nehmen ist.
Dennoch ist es fraglich, ob Verwandte generell gegenüber anderen gleich geeigneten Personen vorgezogen werden sollten; so sollte das Gericht bei seiner Auswahl stets das soziale Umfeld des Betroffenen miteinbeziehen; auch sind mögliche Verstrickungen zwischen Betroffenen und potentiellem Betreuer zu bedenken, die sich durch die Anordnung der Betreuung verstärken könnten.
Zum Beispiel kann bei geistig Behinderten die wünschenswerte Verselbstständigung verzögert oder verhindert werden, wenn ein überbehütender Elternteil zum Betreuer bestellt wird. Außerdem ist das Eigeninteresse eines verwandten Betreuers an der Erhaltung des Vermögens des Betreuten und evtl. späteren Erbes abzuschätzen. Es ist zu prüfen, ob der vom Gesetzgeber ausgesprochene Gedanke des § 1901 Abs. 1 Satz 2 BGB (Lebensgestaltung nach eigenen Wünschen) beeinträchtigt werden kann. Mögliche Interessenkonflikte werden in § 1897 Abs. 5 BGB erwähnt. Zudem sind mögliche Vorteile (der Betreuer ist der betreuten Person bekannt; es ist keine Eingewöhnung nötig) abzuwägen.
Interessenkonflikte müssen aber stets konkret feststellbar sein, eine lediglich abstrakte Gefahr rechtfertigt es nicht, eine vom Betreuten gewünschte Person als Betreuer abzulehnen.

### Sonstige ehrenamtliche Betreuer
Die Betreuung ist (wie auch die Vormundschaft und Pflegschaft) grundsätzlich ein unentgeltliches Ehrenamt. Daher sollen in erster Linie Einzelpersonen ehrenamtlich die Betreuungen übernehmen. Ehrenamtliche Betreuer haben verschiedene Ansprüche, die aus dem Ehrenamt erwachsen, gegenüber der betreuten Person bzw. dem Staat, z. B. auf Beratung oder Unfallversicherungsschutz.
Jede Bürgerin und jeder Bürger ist verpflichtet, eine Betreuung zu übernehmen, wenn sie zur persönlichen Betreuung der betroffenen Person geeignet ist und die Übernahme zugemutet werden kann (§ 1898 BGB). Hierzu werden sonstige, insbesondere familiäre und gesundheitliche Belastungen berücksichtigt. Zur Bestellung als Betreuer ist dennoch eine Einverständniserklärung des zu Bestellenden nötig. Es kann niemand zur Abgabe dieser Erklärung gezwungen werden. Anders als bei einer Vormundschaft nach § 1788 BGB gibt es bei Betreuungen kein Zwangsgeld. Beamte benötigen zur Übernahme einer Betreuung eine Nebentätigkeitsgenehmigung ihres Dienstherrn.
Der ehrenamtliche Betreuer erhält (Vergütung nur im Ausnahmefall bei sehr wohlhabenden Betreuten) lediglich Aufwendungsersatz gemäß § 1835 / § 1835a BGB (entweder eine Kostenpauschale von derzeit 323 Euro jährlich oder wahlweise Ersatz der tatsächlich angefallenen Auslagen wie Fahrtkosten, Porto etc., aber keine Vergütung der Arbeitszeit). Die Vergütung und die Auslagenpauschale sind vom Betreuten zu zahlen und werden nur bei Mittellosigkeit des Betreuten von der Staatskasse getragen. Die Mittellosigkeit bestimmt sich nach den sozialhilferechtlichen Grundsätzen (§ 1836c BGB / § 90 SGB XII, zurzeit besteht ein Schonvermögen von etwa 5.000 Euro. Auch ein selbstbewohntes Einfamilienhaus bleibt unberücksichtigt).

### Mitarbeiter von Heimen und Kliniken als Betreuer
Mitarbeiter des Altenheimes oder psychiatrischen Krankenhauses, in dem der Betreute wohnt, können auch dann nicht zum Betreuer bestellt werden, wenn die betreute Person es ausdrücklich wünscht. Hierdurch soll Konflikten zwischen den Interessen des Betreuten und der Einrichtung, für die der „Wunschbetreuer“ arbeitet, vorgebeugt werden (§ 1897 Abs. 3 BGB).

### Bestellung von Berufsbetreuern
Wenn aus den bisher genannten Kreisen (vom Betreuten benannte Personen, nahe Angehörige, sonstige Ehrenamtler) niemand als Betreuer in Frage kommt, ist die Bestellung eines Berufsbetreuers erst zulässig, so bestimmt es seit dem 1. Januar 1999 § 1897 Abs. 6 BGB.
In diesem Zusammenhang sind auch Konflikte zu erwähnen, die sich aus dem verwandtschaftlichen Verhältnis ergeben können und die gerade dagegen sprechen, einen nahen Angehörigen zum Betreuer zu bestellen; z. B. kann es erforderlich sein, Interessen des Betreuten gegen seine eigene Familie durchzusetzen, möglicherweise haben Angehörige ein Eigeninteresse daran, das Vermögen des Betreuten zum Zwecke der späteren Erbschaft zusammenzuhalten, was wiederum den Wunsch des Betreuten nach einer angemessenen Lebensführung beeinträchtigen kann. Auch hier kann es angebracht sein, einen Betreuer, der nicht zur Familie der betreuten Person gehört, zu bestellen.
Bei besonders komplizierten Betreuungen (Wahnerkrankungen, zahlreiche Gerichtsverfahren, großes Vermögen zu verwalten usw.) wird es sich ebenfalls empfehlen, einen professionellen Betreuer vorzuschlagen.
Zum 1. Juli 2005 wurde die Vergütung der Berufsbetreuer wesentlich geändert, da die Kosten insbesondere durch die aus der Staatskasse zu zahlenden Betreuervergütungen in den vergangenen Jahren stark angestiegen waren. Der Vereins- und der Berufsbetreuer erhält nunmehr eine Vergütung, die den Betreuungsaufwand nach Stunden pauschaliert (und hierfür zwischen 27 und 44 Euro/Stunde incl. Mehrwertsteuer und Aufwendungsersatz je nach Qualifikation des Betreuers).

### Bestellung von Vereinsbetreuern oder des Betreuungsvereins
Beschäftigte von Betreuungsvereinen können zum Vereinsbetreuer bestellt werden (§ 1897 Abs. 2 BGB).
Vereinsbetreuer kann nur sein, wer in einem Arbeitsverhältnis zum Betreuungsverein steht. Der Betreuungsverein ist verpflichtet, qualifizierte Mitarbeiter vorzuhalten, diese zu beaufsichtigen, weiterzubilden und gegen Schäden, die diese im Rahmen der Betreuertätigkeit anrichten könnten, zu versichern.
Sofern die Betreuung durch eine oder mehrere natürliche Personen (ehrenamtliche oder berufliche Betreuer) nicht möglich ist, kann auch der Betreuungsverein als Verein zum Betreuer bestellt werden (§ 1900 Abs. 1 BGB). Jedoch hat in diesem Falle der Betreuungsverein keinen Vergütungsanspruch (§ 1836 Abs. 3 BGB), lediglich Anspruch auf Aufwendungsersatz (§ 1835 Abs. 5 BGB).

### Bestellung von Behördenbetreuern oder der Betreuungsbehörde
Beschäftigte von Betreuungsbehörden können zum Behördenbetreuer bestellt werden (§ 1897 Abs. 2 BGB). Behördenbetreuer kann nur sein, wer in einem Dienst- oder Arbeitsverhältnis zu einer Betreuungsbehörde bzw. deren Trägerkörperschaft (meist Kommune) steht.
Sofern die Betreuung durch eine oder mehrere natürliche Personen (ehrenamtliche oder berufliche Betreuer) und durch einen Betreuungsverein nicht möglich ist, kann auch die Betreuungsbehörde selbst zum Betreuer bestellt werden (§ 1900 Abs. 4 BGB). Die Betreuungsbehörde hat somit die Pflicht, die Betreuung zu übernehmen, wenn keine andere Möglichkeit zur Betreuungsübernahme vorhanden ist.
In diesem Falle hat die Betreuungsbehörde keinen Vergütungsanspruch (§ 1836 Abs. 3 BGB), lediglich bei nicht mittellosen Betreuten Anspruch auf Aufwendungsersatz (§ 1835 Abs. 5 BGB).

### Kontroll-/Überwachungsbetreuer
Ist ein Bevollmächtigter bestellt, kann zu dessen Überwachung ein Betreuer mit dem Aufgabenkreis „Wahrnehmung von Rechten ggü. dem Bevollmächtigten“ gem. § 1896 Abs. 3 BGB bestellt werden.
Die Bestellung eines Kontrollbetreuers ist bei Vorliegen einer Generalvollmacht des Betroffenen dann erforderlich, wenn konkreter Überwachungsbedarf besteht und der Betroffene seinen Anspruch auf Auskunft und Rechnungslegung gemäß § 666 BGB gegenüber dem Bevollmächtigten auf Grund seiner psychischen Erkrankung nicht mehr selbst wahrnehmen kann. Der Verdacht des Missbrauchs ist nicht erforderlich.

### Sterilisationsbetreuer
Für die Einwilligung in eine Sterilisation des Betreuten (nach § 1905 BGB) muss gem. § 1899 Abs. 2 BGB stets ein besonderer Betreuer bestellt werden. Die Betreuungsbehörde und der Betreuungsverein dürfen nach § 1900 Abs. 5 BGB nicht für diesen Aufgabenkreis bestellt werden.

### Bestellung mehrerer Betreuer
Es ist möglich, dass für einen Betreuten mehrere Betreuer bestellt werden, z. B. für verschiedene Aufgabenkreise (§ 1899 Abs. 1 BGB). Allerdings dürfen seit dem 1. Juli 2005 nicht mehrere berufliche Betreuer für einen Betreuten bestellt werden. Möglich ist weiterhin die parallele Bestellung eines Ehrenamtlers und eines Berufsbetreuers. Außerdem können Verhinderungsbetreuer bestellt werden, wenn der Betreuer rechtlich oder tatsächlich (z. B. Urlaub, Krankheit) an der Wahrnehmung seiner Aufgaben verhindert ist.

## Betreuerwechsel
Für den Betreuten kann es nachteilig sein, wenn sein Betreuer ausgetauscht wird und er sich an eine neue Person gewöhnen muss. Deshalb soll ein Wechsel in der Betreuung nach Möglichkeit vermieden werden. Im Jahre 2004 wurden 36.227 neue Betreuerbestellungen nach Betreuerwechsel vorgenommen (§ 1908b BGB). Dies bedeutet, dass bei rund 3,5 % aller Betreuten ein solcher Wechsel stattfand.

### Betreuerwechsel auf Antrag des Betreuers, wenn Unzumutbarkeit vorliegt
Ein Betreuer kann, wenn ihm die Betreuung aufgrund neu eingetretener Umstände nicht mehr zugemutet werden kann, seine Entlassung beim Vormundschaftsgericht verlangen (§ 1908b Abs. 2 BGB).
Solche Umstände können z. B. in einer Überforderung mit den Bestimmungen für die Betreuertätigkeit bestehen. Weiter kann es sein, dass der Betreute den Betreuer ständig belästigt oder bedroht oder von ihm erheblich mehr Zeit an Betreuertätigkeit verlangt, als der Betreuer erbringen kann. Auch ein beruflicher Wechsel beim Betreuer, z. B. in eine weit entfernte Stadt oder erhebliche Belastungen in der familiären Sphäre des Betreuers können eine solche Unzumutbarkeit begründen.

### Betreuerwechsel bei fehlender Eignung des Betreuers für die Betreuertätigkeit
Es kommt vor, dass eine als Betreuer ausgewählte Person von Anfang an nicht geeignet war, als Betreuer tätig zu werden. Solche Fehlentscheidungen sollen zwar vermieden werden, insbesondere durch Einbindung der Betreuungsbehörde (§ 8 Betreuungsbehördengesetz), lassen sich aber nicht immer vermeiden.
Wer z. B. nicht in der Lage ist, die Interessen des Betreuten gegenüber Dritten wie Behörden, Vermietern oder anderen Vertragspartnern zu vertreten, ist in der Regel ungeeignet. Das Gleiche gilt für Personen, die auch mit Hilfestellung von Vereinen und Betreuungsbehörden ihre Pflichten gegenüber dem Betreuten und dem Vormundschaftsgericht nicht wahrnehmen können oder sich sogar am Vermögen des Betreuten bereichern (Untreue).
Bisweilen wird die Eignung, die Angelegenheiten für den Betreuten zu besorgen, auch später beeinträchtigt, z. B. durch schwere Erkrankung des Betreuers.

### Wechsel zu ehrenamtlicher Betreuung
Soweit bisher ein Berufsbetreuer bestellt ist (§ 1897 Abs. 6 BGB), soll dieser entlassen werden, wenn der Betreute durch eine oder mehrere andere Personen außerhalb einer Berufsausübung betreut werden kann (§ 1908b Abs. 1 BGB). Dies betrifft Situationen, in denen die Betreuung nicht mehr die Fachkenntnis des Berufsbetreuers erfordert.

### Betreuerwechsel nach dem Tod des Betreuers
Nach dem Tod des Betreuers ist ebenfalls ein neuer Betreuer zu bestellen (§ 1908c BGB). Der Erbe des Betreuers hat dessen Tod beim Betreuungsgericht zu melden (§ 1894 BGB).